# 弦楽五重奏曲 (シューベルト)
弦楽五重奏曲 ハ長調 D956は、フランツ・シューベルト最晩年の室内楽曲。1828年の夏に作曲され、9月下旬か10月上旬に完成された。作曲者の死を2ヵ月後に控えて完成された遺作である。1850年11月17日にウィーン楽友協会によりようやく初演され、1853年に初版が出版された。作品番号は163とされた。
シューベルトは完成後に出版者の一人であるハインリヒ・アルベルト・プロプストにこの曲を出版検討のために提出したものの、シューベルトを歌曲とピアノ曲の作曲家としか見做していなかったプロプストは本作を顧みなかったため、シューベルトは出版を見ることなく2か月後に死去した。原稿は死後まもなく兄のフェルディナントによってウィーンのアントン・ディアベリに売却されたが出版まで25年も放置された。自筆譜と全てのスケッチは現在失われている。
本作は、シューベルトの多岐にわたる楽曲の中でも、唯一の本格的な弦楽五重奏曲として目立った存在となっている。また、独特な楽器編成でも抜きん出ており、ヴァイオリン2、ヴィオラ1、チェロ2という楽器編成となっている。たいていの弦楽五重奏曲は、モーツァルトの先例に従って、弦楽四重奏に第2ヴィオラを加えた編成を標準としている。シューベルトのこの作品では、低音域の充実とバランスが図られているのである。この編成については、弦楽五重奏曲にしばしばコントラバスを加えていたジョルジュ・オンスローの影響が考えられている。
本作は、出版後に他の作曲家に大きな影響を与えた。特にブラームスは『ピアノ五重奏曲』を本来はこの編成で作曲していた。改作により弦楽五重奏曲としては破棄されてしまったが、全曲を通して用いられる"D♭-C"の音型は、シューベルトの第4楽章の最後の終結音に由来している。

## 構成
全4楽章で構成されるが、各楽章は規模が大きく、全曲を通して演奏するのにほぼ1時間を要する。
1. アレグロ・マ・ノン・トロッポ Allegro ma non troppo
2. アダージョ Adagio
3. 「スケルツォ」（プレスト）－「トリオ」（アンダンテ・ソステヌート） Scherzo: Presto – Trio: Andante sostenuto
4. アレグレット Allegretto

第2楽章は、いささか瞑想的な基調ゆえに名高く、しばしば映像作品の沈思的な場面や夜景の伴奏音楽に転用されてきた。カール・ベームの葬儀では、この楽章が演奏された。また、アルトゥール・ルービンシュタインは、自らの葬儀にこの楽章を流すように要望した。

## この曲が使用された例
- 映画『キャリントン』
- 映画『白いカラス』
- 映画『インド夜想曲』
- 映画『赤ちゃんに乾杯!』
- 映画『リミッツ・オブ・コントロール』